# Bergmyrtjärnen (Vilhelmina socken, Lappland)
Bergmyrtjärnen är en sjö i Vilhelmina kommun i Lappland och ingår i Ångermanälvens huvudavrinningsområde.